# خون بند ناف

خون بند ناف

خون بند ناف (به انگلیسی: Cord blood) که به‌عنوان خون جفتی شناخته شده‌است که در جنین در حال تکوین داخل رحم جریان دارد. پس از تولد نوزاد، خون باقی‌مانده در بند ناف و جفت که غنی از سلول‌های بنیادی است به عنوان یک زباله بیولوژیک دور ریخته می‌شود. درحالیکه این خون حاوی سلول‌های بنیادی و سلول‌های خونساز است که می‌تواند برای درمان بیماری‌ها استفاده شود.

## مزایای سلول‌های بنیادی خون بند ناف
سلول‌های بنیادی که از بند ناف گرفته می‌شوند بسیار پر توان و نامیرا هستند و همچنین در اثر تکثیرهای پی در پی دچار پیری نمی‌شوند، به‌طوری‌که با تزریق یا جایگزینی آن‌ها در بافتهایی که آسیب جدی دیده‌اند می‌توانیم به بهبودی و تشکیل سلول‌های جدید بافت کمک نمائیم. همچنین دستیابی به این سلول‌ها بسیار آسان است.

## مزایای استفاده از خون بند ناف
مغز استخوان و بند ناف هر دو واجد سلول‌های بنیادی خونسازند که به بازسازی مجدد سیستم خونی و نیز سیستم ایمنی بدن کمک می‌کنند. مغز استخوان دارای بالاترین درصد از سلول‌های بنیادی خونساز (۱ تا ۳درصد) وخون بند ناف دارای ۰٫۶ تا ۱ درصد سلول‌های پیش ساز خونی و بنیادی خونساز است. در خون محیطی نیز کمتر از ۰٫۲ درصد سلول‌های بنیادی خونساز شناسایی شده‌است. مزایای استفاده از خون بند ناف در مقایسه با مغز استخوان عبارتند از:
1. میزان واکنش‌های رد پیوند علیه میزبان (GVHD) گیرندگان خون بند ناف نسبت به مغز استخوان کمتر است. GVHD واکنش جدی و گاه مرگبار به دنبال پیوند مغز استخوان است که در این حالت سلول‌های ایمنی فرد دهنده پیوند، به بدن میزبان حمله می‌کند و آسیب به بخش‌هایی از بدن میزبان را موجب می‌شود.
2. حضور سلول‌های اولیه و نابالغ سیستم ایمنی در خون بند ناف سبب کاهش رد ایمنولوژیک پیوند نسبت به مغز استخوان می‌شود. به‌طوری‌که رد پیوند شدید در حدود ۶۰ درصد از پیوندهای خون بند ناف دیده شده‌است.
3. با استفاده از خون بند ناف، امکان انجام پیوند موفق با تشابه کمتر HLA بین دهنده و گیرنده نسبت به خون مغز استخوان بیشتر است لذا تعداد زیادی گیرنده را در برخواهد گرفت.
4. اهدای خون بند ناف خطری برای اهداکننده آن (جنین و مادر) به دنبال ندارد.
5. جمع‌آوری خون بند ناف نسبت به مغز استخوان ساده‌تر و آسان‌تر صورت می‌گیرد. به این ترتیب که پس از تولد نوزاد، بند ناف و جفت جدا و خون آن توسط کیسه یا سرنگ جمع‌آوری می‌شود. طی این فرایند به مادر و فرزند آسیبی وارد نمی‌شود. علاوه بر آن که این کار کاملاً بدون درد انجام می‌شود. این در حالی است که جمع‌آوری خون مغز استخوان نیازمند روش‌های جراحی است و معمولاً تحت بیهوشی صورت می‌گیرد و می‌تواند همراه با درد برای دهنده باشد.
6. میزان ابتلا به عفونت‌های ویروسی فرد دهنده از جمله سایتومگالو ویروس در خون بند ناف کمتر از خون مغز استخوان است.
7. سلول‌های بنیادی و پیش‌سازی خون بند ناف نسبت به مغز استخوان قدرت تکثیر بیشتری دارند.
8. به علت آن که روزانه تعداد بسیاری نوزاد متولد می‌شود، لذا تعداد زیادی واحد خونی در دسترس بوده که این امر استفاده از آن‌ها را آسان می‌سازد.
9. مطالعات نشان داده‌اند که سلول‌های بنیادی بند ناف سلول‌های خونی بیشتری نسبت به مغز استخوان تولید می‌کنند. (سلول‌های خون بند ناف ده برابر سلول بیشتر تولید می‌کنند و بنابراین با تعداد کم سلول نیز می‌توان پیوند موفقی داشت)

## بانک خون بند ناف
امروزه در اغلب کشورهای توسعه یافته بانک خون بند ناف وجود دارد که خون بندناف نوزاد به جای دور ریختن ذخیره نموده و در آینده برای خود او یا سایر بیماران استفاده می‌شود. والدین قبل از تولد نوزاد اقدام به ثبت نام در این بانک می‌کنند. بلافاصله بعد از زایمان، بندناف از نوزاد جدا می‌شود و توسط یک سوزن خون از بندناف و جفت جمع‌آوری و به کیسه‌های خون منتقل می‌شود. سپس خون بند ناف نوزاد منجمد و در بانک نگهداری می‌شود تا چنانچه نوزاد در بزرگسالی مبتلا به بیماریهایی نظیر سرطان خون شود برای درمان استفاده شود.
در ایران سالانه حدود ۱۱هزار متقاضی ذخیره‌سازی خون بند ناف وجود دارد. در بانک خون بند ناف رویان نتایج آزمایش‌های HLAبیش از ۳۳ هزار نمونه ثبت شده‌است. بر اساس آخرین آمار، بیش از ۷۸۰ هزار نمونه در ۱۳۴ بانک خصوصی در سراسر دنیا ذخیره‌سازی شده و در کشورمان نیز بیش از 100 هزار نمونه در  بانک خون بند ناف جانان و بانک خون بند ناف رویان ذخیره شده‌است.

## برخی کاربردهای سلول‌های بنیادی
هرچند استفاده از سلول‌های بنیادی در درمان بیماریها هنوز چندان معمول نیست ولی این سلول‌ها در درمان دیابت تیپ ۱ (وابسته به انسولین)، بیماریهای قلبی عروقی، لوپوس، بیماریهای نورولوژیک مانند سکته مغزی، پارکینسون و آلزایمر، کمخونی‌ها و نقص ایمنی، بیماریهای کبدی و … به کار رفته‌اند.